# Station Køge Vest
Station Køge Vest was een station in Køge, Denemarken.
Het station is geopend op 4 augustus 1917 en gesloten op 31 maart 1963.